# Протесты в Польше (2016)
Протесты в Польше начались 16 декабря 2016 года, поводом для начала протестов послужило решение Сейма Польши ограничить работу журналистов в здании парламента.

## Хронология

### Предшествующее заседание Сейма
Непосредственным поводом к началу протестов стало решение Сейма Польши ограничить работу журналистов в здании парламента, когда представителям прессы запретили находиться непосредственно в зале заседаний, а разрешили лишь смотреть трансляцию дебатов.
Решение Сейма вызвало резкую критику представителя оппозиционной партии «Гражданская платформа» Михала Щербы. С критикой решения депутат выступил в рамках обсуждения законопроекта о бюджете, после чего был отстранён от участия в парламентской сессии. В ответ на отстранения депутата оппозиционеры заблокировали трибуну в зале заседаний на несколько часов, после чего большинство переместилось в другой зал Сейма, где продолжилась работа над бюджетом. Во время этого заседания было принято несколько законов, включая бюджет на 2017 год, голосование происходило путём поднятия рук. Всего в голосовании приняли участие 236 депутатов, 234 проголосовали за проект бюджета на 2017 год, при этом все поправки оппозиции были отвергнуты. По мнению оппозиции, данное голосование является незаконным, поскольку отсутствовал кворум и в связи с этим потребовала созвать заседание Сейма на 20 декабря. В свою очередь лидер правящей партии Ярослав Качиньский заявил о том, что кворум был и заседание, на котором был принят бюджет, было легальным.

### Протесты

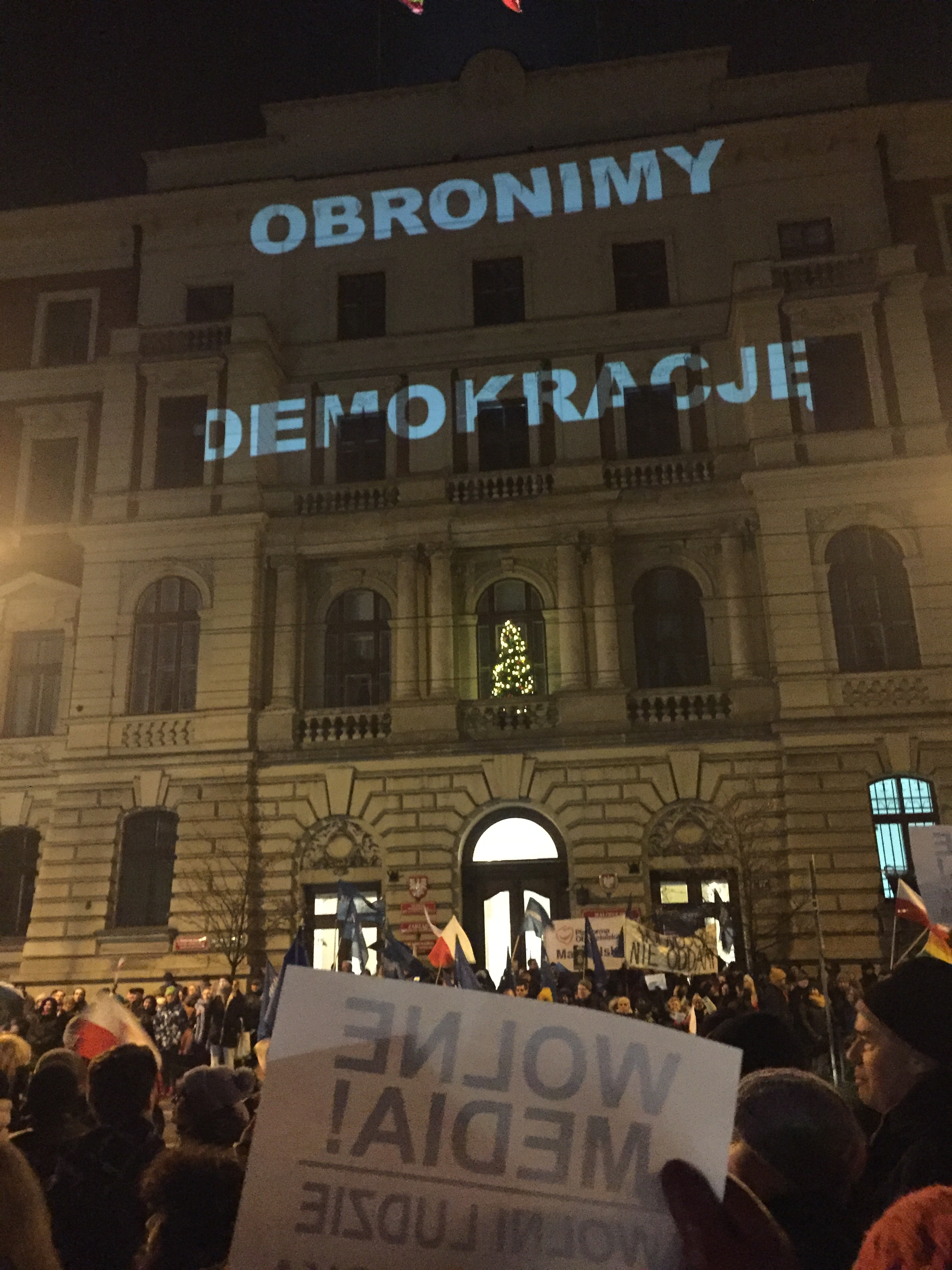
Демонстрация вечером 16 декабря в Кракове

Вечером 16 декабря 2016 года оппозиционные силы вывели на улицу сотни своих сторонников, которые заблокировали выходы из Сейма. Протесты продолжались всю ночь, протестующие были оттеснены силами полиции, которая применила слезоточивый газ, и депутаты правящей партии (включая Ярослава Качиньского) смогли покинуть Сейм.
17 декабря 2016 года протесты продолжались весь день, несколько тысяч человек собрались на массовый митинг возле президентского дворца. Протесты поддержали ряд видных политиков, в том числе вице-маршал Сейма Малгожата Кидава-Блоньская, лидер «Гражданской платформы» Гжегож Схетына и лидер Комитета в защиту демократии Матеуш Кийовский.
Помимо Варшавы, митинги охватили также ряд крупных городов Польши — Вроцлав, Краков, Гданьск, Познань, Щецин, Катовице, Ольштын, Белосток, Люблин, Кельце и Плоцк.
18 декабря митинги продолжались как в Варшаве, так и в других городах — так, в Кракове протестующие попытались заблокировать автомобили вице-маршала сейма Рышарда Терлецкого и лидера правящей партии Ярослава Качиньского. Между тем, в Варшаве акция протеста прошла также возле здания Конституционного суда, которая была приурочена к окончанию полномочий главы КС Анджея Жеплиньского, который ранее критиковал действия властей и реформу суда в частности, которая вызвала конституционный кризис, позднее колонна протестующих вновь переместилась к зданию парламента. В этот же день состоялся митинг в поддержку действующей власти возле президентского дворца. К вечеру 18 декабря акция протеста оппозиции у парламента была официально завершена, при этом у здания остались некоторые группы протестующих с намерением провести ночь там. Между тем, оппозиционные депутаты продолжали блокировать работу Сейма.
20 декабря 2016 года было объявлено об отказе ограничения работы журналистов в парламенте. Тем не менее, протесты оппозиции продолжились, в этот день под стенами Сейма прошла очередная демонстрация, анонсированы новые демонстрации на январь 2017 года. Гжегож Схетына заявил о том, что оппозиционеры продолжают оставаться в зале заседаний Сейма и намерены оставаться там минимум до 11 января 2017 года.
11 января 2017 года лидер «Гражданской платформы» Гжегож Схетына объявил о прекращении протеста в зале пленарных заседаний сейма Польши в связи с достижением изначальной цели и в то же время призвала к отставке спикера сейма Марека Кухцинского в связи с несогласием с проектом бюджета на 2017 год.

### Реакция
Министр внутренних дел Мариуш Блащак заявил о том, что произошедшие в Сейме события и последовавшие за ними протесты являются попыткой захвата власти.
Премьер-министр Беата Шидло выступила с критикой действий оппозиции, призвав политиков к сотрудничеству и проявлению ответственности, заявив, что причиной акций протеста является нежелание оппозиции согласиться с поражением на выборах.
Президент Анджей Дуда выразил надежду на скорое разрешение ситуации и заявил о своей готовности стать посредником в разрешении конфликта.
Лидер партии «Кукиз'15» Павел Кукиз заявил о том, что действия парламента могут привести к угрозе гражданской войны в стране.
С поддержкой протестующих и с призывом к властям Польши «уважать людей, конституционные принципы и ценности» выступил глава Европейского совета и бывший премьер-министр Польши от «Гражданской платформы» Дональд Туск.
Первый президент посткоммунистической Польши Лех Валенса выступил с резкой критикой польских властей, заявив о том, что правящая партия «Право и справедливость» неспособна управлять страной, назвав манеру правления партии «старосоветской» и призвал к новым выборам. 18 декабря Валенса призвал президента Анджея Дуду уйти в отставку.